# Авелла
Авелла (итал.  Avella ) — город в Италии, расположен в регионе Кампания, подчиняется административному центру Авеллино.
Население составляет 7 810 человек (2017), плотность населения составляет 265,74 чел./км². Занимает площадь 29,39 км². Почтовый индекс — 83021. Телефонный код — 081.
Покровителем города считается святой Себастьян. Праздник города ежегодно празднуется 20 января.

## Этимология
Этимология топонима до сих пор не выяснена. Существует ряд гипотез, начиная от названия орешника по лат. Córylus avellána, широко распространенного в этом районе, до Belo, мифического основателя Aper, также представленного в городском гербе, до Abel, что означает луг. Согласно другому предположению,  название дано кальцидийской колонией, которая, согласно Сан Джустино, основала город.

## История
Археологические находки показывают присутствие человека со времен позднего палеолита на территории вдоль Кланио. В VIII веке до нашей эры древняя Авелла находилась под влиянием этрусков и греков, поселившихся в Пестуме и Неаполе, а также под влиянием свирепых самнитских народов Апеннин. В III веке до н. э. Авелла была римским муниципалитетом, о чем свидетельствует осканская надпись «Cippus Abellanus», которая в настоящее время хранится в Ноле. Во время социальной войны италийских народов против Рима, в 87 году до н. э. Авелла была разрушена ноланами за верность римлянам. Будучи важным культурным центром во всей Римской империи, он был разграблен варварами в 410 году и снова в 455 году, население укрылось в горах. Город снова вырос под лангобардами, были заложены основы таких кварталов, как  Сан-Пьетро, Корта-Лупино, Фаррио, Кортабуччи вокруг замка. Среди более поздних феодальных семей были семьи Дель Бальцо, Орсини, Колонна, Спинелли и Дориа дель Карретто.

## Достопримечательности
- Римский город Авелла с амфитеатром, дорогой, погребальными памятниками.
- Замок, один из самых интересных в регионе, построенный лангобардами в VII веке, затем укрепленный норманнами, анжу и арагонцами, окруженный тремя круговыми стенами вокруг круглой башни.
- Грот Сан-Микеле, место отшельников и убежище для населения во время нашествий, посвященный Архангелу и содержащий три часовни Непорочного Зачатия, Христа Спасителя и Святого Михаила, с множеством прекрасных фресок.
- Церковь Сан-Пьетро, самая древняя в Авелле, построенная на месте предыдущего римского дворца.
- Церковь Санта-Марина, построенная на руинах церкви VI века, основанной Сан-Сильверио.
- Церковь и монастырь Сантиссима Аннунциата (XVI век) с прекрасной обителью.[2]